# Geniza

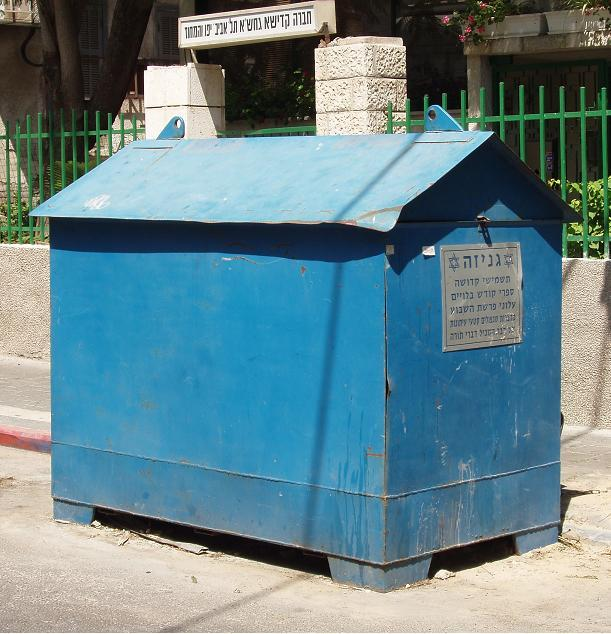
Moderna guenizá

La guenizá es un depósito que tienen las sinagogas y yeshivot dedicado a almacenar los manuscritos y material sagrado que queda en desuso. Esto se efectúa no con el fin de conservarlos, sino de evitar que cualquier escrito que contenga el nombre divino sea tratado de manera indigna.
Cuando la guenizá se llena, se retira el material, se quema y entierra. En El Cairo se encontró en el siglo XIX una guenizá con gran cantidad de manuscritos que han ayudado a los investigadores a tener material de estudio sobre fechas tempranas.